# Polycentropus sarandi
Polycentropus sarandi är en nattsländeart som beskrevs av Angrisano 1994. Polycentropus sarandi ingår i släktet Polycentropus och familjen fångstnätnattsländor. Inga underarter finns listade i Catalogue of Life.